# Förvaltningsrätten i Jönköping
Förvaltningsrätten i Jönköping är en förvaltningsdomstol, som har ersatt Länsrätten i Jönköpings län och Länsrätten i Mariestad och dömer i förvaltningsmål i första instans. Till domkretsen har förts vissa kommuner från domkretsen för Länsrätten i Vänersborg.

## Domkrets
Förvaltningsrättens domkrets består av Jönköpings län, det före detta Skaraborgs län och södra delen av före detta Älvsborgs län. Domkretsen omfattar följande kommuner:
| - Aneby - Eksjö - Habo - Gislaved - Gnosjö - Jönköping - Mullsjö - Nässjö - Sävsjö - Tranås - Vaggeryd - Vetlanda - Värnamo | - Essunga - Falköping - Grästorp - Gullspång - Götene - Hjo - Karlsborg - Lidköping - Mariestad - Skara - Skövde - Tibro - Tidaholm - Töreboda - Vara | - Bollebygd - Borås - Herrljunga - Mark - Svenljunga - Tranemo - Ulricehamn - Vårgårda |

Mål om offentlighet och sekretess överklagas dock direkt till Kammarrätten i Jönköping.

## Centrala statliga myndigheter vars beslut kan överklagas
Beslut av Statens jordbruksverk och Skogsstyrelsen överklagas till förvaltningsrätten i Jönköping, eftersom dessa myndigheter har sina säten i Jönköping.